# Polygala britteniana
Polygala britteniana är en jungfrulinsväxtart som beskrevs av Chod.. Polygala britteniana ingår i släktet jungfrulinssläktet, och familjen jungfrulinsväxter. Inga underarter finns listade i Catalogue of Life.